# 安藤美紀夫
安藤 美紀夫（あんどう みきお、1930年1月12日 - 1990年3月17日）は、日本の児童文学作家・文芸評論家。日本女子大学家政学部教授。本名は安藤 一郎。

## 来歴・人物
京都府京都市出身。
1954年京都大学文学部イタリア文学科卒業後、北海道で高校教師を務める。
その傍ら、1957年頃よりイタリア児童文学の翻訳の刊行を始め、自ら創作を始めて、1961年『白いりす』でデビューし、産経児童文化賞を受賞。
1962年、評論「ピノッキオとクォーレ」で高山賞（日本児童文学者協会主催）受賞。
1972年、北海道から東京都東大和市に移り、日本女子大学家政学部児童学科の非常勤講師となる。
1973年『でんでんむしの競馬』で国際アンデルセン賞作品賞・野間児童文芸賞・日本児童文学者協会賞・赤い鳥文学賞・サンケイ児童出版文化賞受賞。
1974年から日本女子大学教授を務めた。
代表作に『ポイヤウンベ物語』（産経児童出版文化賞、国際アンデルセン賞国内賞）、『プチコット村へいく』、『草原のみなし子』、『七人目のいとこ』など多数の著書のほか、『世界児童文学ノート』などの評論を残した。
また、『七人めのいとこ』は1984年1月16日にフジテレビ系列にて「第一生命スペシャル」として、佐久間良子主演でテレビドラマ化された。
イタリア児童文学の翻訳家としても、ジャンニ・ロダーリなど数多くの作品の翻訳を行った。
1990年、ガンで病死した。

## 著書

### 創作
- 『白いりす』（講談社） 1961、のち講談社文庫（解説：渋谷清視）、のち青い鳥文庫
- 『ジャングル・ジムがしずんだ』（講談社） 1964、のち講談社文庫（解説：西田良子）
- 『ポイヤウンベ物語』（福音館書店） 1966、のち講談社文庫（解説：神宮輝夫）
- 『草原のみなし子』（理論社） 1966
- 『青いつばさ』（理論社） 1967
- 『ひをふくやまとあおいぬま』（福音館書店） 1968
- 『きかんしゃダダ』（小峰書店） 1968
- 『プチコット村へいく』（新日本出版社） 1969
- 『おんどりと二まいのきんか』（ポプラ社） 1969
- 『その旗をまもれ』（講談社） 1969
- 『白鳥のコタン』（ポプラ社） 1970
- 『みどりいろの新聞』（理論社） 1971
- 『でんでんむしの競馬』（偕成社、解説：松居直） 1972、のち偕成社文庫（解説:さねとうあきら）、のち講談社文庫（解説：長谷川潮）
- 『チョンドリーノ君の冒険』（集英社） 1972
- 『こおりの国のトウグル』（偕成社） 1973
- 『タケルとサチの森』（童心社） 1973
- 『つとむのこうし』（ポプラ社） 1973
- 『とらねこトララ』（偕成社） 1974
- 『火のいろの目のとなかい』（フレーベル館） 1975
- 『ヤッコの子つこ』（ポプラ社） 1975
- 『馬町のトキちゃん』（PHP研究所） 1976.7
- 『日のかみさまともんれま』（あかね書房） 1977
- 『おんどりと二まいのきんか』（ポプラ社） 1977
- 『おかあさんだいっきらい』（童心社） 1978、のちフォア文庫（解説：小松崎進）
- 『若い神たちの森』（小学館） 1979
- 『よわむしねこじゃないんだぞ』（文研出版） 1980
- 『アイヌラックル物語』（三省堂） 1981
- 『赤い輪の姫の物語』（三省堂） 1981
- 『おばあちゃんの犬ジョータン』（岩崎書店） 1982、のちフォア文庫（解説：渋谷清視）
- 『風の十字路』（旺文社） 1982
- 『ルークル、とびなさい』（サンリード） 1982
- 『七人めのいとこ』（偕成社、解説：さねとうあきら） 1982
- 『ものおきロケットうちゅうのたび』（童心社） 1983、のちフォア文庫（解説：村中李衣）
- 『とうさん、ぼく戦争をみたんだ』（新日本出版社） 1983
- 『電車のすきな歯医者さん』（国土社） 1984
- 『いなずま走るとき』（国土社） 1985
- 『とんでも電車大脱線』（国土社） 1985
- 『おばあちゃんのボーイフレンド』（国土社） 1986
- 『名作ねずみものがたり』（河出書房新社） 1987
- 『いつか、おかあさんを追いこす日』（小峰書店） 1988
- 『いじめっ子やめた』（新日本出版社） 1988
- 『ねしょんべんねこ』（新日本出版社） 1989
- 『エープリルフールは雨のちくもり』（山脇あさ子補作、国土社） 1991

### 評論
- 『世界児童文学ノート』1 - 3（偕成社） 1975 - 1977
- 『児童文化』（朝倉書店） 1977.10
- 『児童文学の散歩道』（玉川大学出版部） 1977
- 『幼年期の子どもと文学』（国土社） 1981
- 『子どもと本の世界』（角川選書） 1981
- 『児童文学』（学術図書出版社） 1985

## 共編
- 『北海道の伝説』（更科源蔵共編、角川書店） 1977
- 『保育と児童文化』（森上史朗共編、学術図書出版社） 1986

## 翻訳
- 『黒い手と金の心』（ファビアーニ、岩波少年文庫） 1957
- 『黒い海賊』（サルガーリ、講談社） 1958
- 『ピノッキオ』（カルロ・コッローディ、講談社） 1963
- 『クオレ』（エドマンド・デ・アミーチス、講談社） 1963
- 『ロッセルラの道』（デピラート、講談社） 1965
- 『ぼくの学校』（ジョヴァンニ・モスカ、理論社） 1966
- 『カテリーナのふしぎな旅』（エルサ・モランテ、学習研究社） 1966
- 『緑のほのお少年団』（エンゾ・ペトリーニ、新日本出版社） 1966
- 『マルコヴァルドさんの四季』（イターロ・カルヴィーノ、岩波書店） 1968、のち岩波少年文庫
- 『ちびくろおじさん』（レナート・ラシェル、学習研究社） 1968
- 『とってもすてきな動物記者』（ジャーナ・アングィッソラ、学習研究社） 1968
- 『まほうつかいの日曜日』（マリエルラ・リンダー、偕成社） 1969
- 『カナリア王子』（カルヴィーノ、福音館） 1969
- 『夏草はしげる』（ピーナ・バルラーリオ、学習研究社） 1972
- 『あくたれジャンの日記』（ヴァンバ (Vamba)、国土社） 1977
- 『いるかのうみ』（ティツィアーノ・チペレッティ、佑学社） 1979
- 『ビーバーのぼうけん』（アルベルト=マンツィ、偕成社文庫） 1979
- 『くじらをすきになった潜水艦』（マルチェッロ・アルジッリ、大日本図書） 1983
- 『クリン王 イタリアの昔ばなし』（剣持弘子共編訳、小峰書店） 1984
- 『スーパーでかぶた』（ルイージ・マレルバ (en:Luigi Malerba)、松籟社） 1986
- 『監獄島の少年』（ルース・パーク (en:Ruth Park)、国土社） 1988

### ジャンニ・ロダーリ
- 『ジップくん宇宙へとびだす』（ジャンニ・ロダーリ、偕成社） 1967
- 『空にうかんだ大きなケーキ』（ロダーリ、講談社） 1971
- 『もしもし…はなしちゅう』（ロダーリ、大日本図書） 1983
- 『うそつき国のジェルソミーノ』（ロダーリ、筑摩書房） 1985
- 『“重すぎる”さんと“軽すぎる”さん』（ロダーリ、大日本図書） 1986
- 『鏡からとびだした歯医者さん』（ロダーリ、大日本図書） 1986
- 『海をさんぽした超高層ビル』（ロダーリ、大日本図書） 1987
- 『だれもがはいれる家』（ロダーリ、大日本図書） 1987
- 『わらいじょうごのお姫さま』（ロダーリ、大日本図書） 1988